# Чемпионат мира по софтболу среди женщин 1982
5-й чемпионат мира по софтболу среди женщин проводился в городе Тайбэй (Тайвань) с 13 по 20 июля 1982 года с участием 23 команд. На Тайване и в городе Тайбэй женский чемпионат мира проводился впервые.
Чемпионом мира стала (впервые в своей истории) сборная Новой Зеландии, победив в финале сборную Китайского Тайбэя со счётом 2:0. Третье место заняла сборная Австралии, победившая в матче за 3-е место сборную США со счётом 1:0.
В чемпионате мира впервые принимали участие сборные Бельгии, Гуама, Доминиканской Республики, Индонезии, Колумбии, Малайзии, Науру, Сингапура и Швеции.

## Итоговая классификация
| Место | Команда                  |
| ----- | ------------------------ |
| 1     | Новая Зеландия           |
| 2     | Китайский Тайбэй         |
| 3     | Австралия                |
| 4     | США                      |
| 5     | Филиппины                |
| 6     | Сальвадор                |
| 7     | Нидерланды               |
| 8     | Канада                   |
| 9     | Венесуэла                |
| 10    | Гватемала                |
| 11    | Бермудские Острова       |
| 12    | Багамские Острова        |
| 13    | Бельгия                  |
| 14    | Никарагуа                |
| 15    | Панама                   |
| 16    | Доминиканская Республика |
| 17    | Колумбия                 |
| 18    | Гуам                     |
| 19    | Индонезия                |
| 20    | Малайзия                 |
| 21    | Швеция                   |
| 22    | Науру                    |
| 23    | Сингапур                 |